# Agama africana
Agama africana là một loài thằn lằn trong họ Agamidae. Loài này được Hallowell mô tả khoa học đầu tiên năm 1844.